# 宗教的包括主義
宗教的包括主義（Religious inclusivism）とは、他の宗教の存在を認め、その教えに一定の価値があることを承認するものの、究極的な自宗教の優越性への信念は放棄しない思想である。この場合他の宗教は自宗教の理想を一段劣った形で伝えるものとみなされる。

## 概要
宗教的包括主義は、他宗教を表立って攻撃せず、その教えに一定の価値があることを承認し、尊重するという点で宗教的排他主義とは異なる。しかし、自宗教の絶対的優越性への信念を放棄しない点で宗教多元主義とも異なる。

## キリスト教
キリスト教徒で宗教的包括主義の支持をする者の中には、ノリッジのジュリアン、オーガスタス・ホプキンス・ストロング、C. S. ルイス、ジョン・ウェスレー、クラーク・ピノック、カール・ラーナー、ジョン E. サンダース、テランス L. ティーセン、ロバート・ブラッシュ等がいる。
パウロは「異教徒は（ユダヤ・キリスト教の神の）律法を持っていなくても、心（良心）に律法が刻まれていることがあり、イエスは心にあるものによって人を裁く（ローマの信徒への手紙 2:12-16）」と教えている(Romans 2:12-16)。
使徒言行録17:23-28では、パウロはギリシャ人は知らぬうちに神を崇拝していたと述べている。
使徒言行録10:1-48によると神を畏れ、善き行いをする者は、国籍・民族に関係なく神に受け入れられる。
マタイによる福音書25:31-46は神による審判は宗教への所属でなく、一人ひとりの他者への思いやりに基づくと明らかにしている。
教父の中には、キリスト教徒でない者が神の知恵に参加することについて、より広く包括的な見解を持っていた者がいることが知られている。
ユスティノスは『第一の弁明』の第46章で、ロゴスに触発された異教徒は、たとえ非有神論的な哲学を信奉する者であっても、すべてキリスト教徒であると主張している。
「私たちは、キリストが神の子であることを教えられてきました。そしてキリストは、すべての民族の男女が分け与えられたロゴスであることを上で示唆しました。そしてギリシャ人ではソクラテスやヘラクレイトスなどのように、無神論者と思われていても、ロゴスとともに生きた人たちはキリスト教徒である」
キリスト教カトリックでは、ローマ帝国の国教となって後長らく『教会の外に救いなし』というドグマが掲げられており、キリスト教カトリック以外のすべての宗教はキリスト教とは異質で無価値なものであるという信念が支配していた。カトリックから分離したプロテスタントは『キリスト教の外に救いなし』とこの文言を修正したが、やはりキリスト教以外の宗教に価値を認めないという点では同じであった。しかし非キリスト教圏に赴いた人々の中には、一定程度包括主義的な見方を示す人々も居た。
旧約聖書・新約聖書では「偶像崇拝は悪」と明記されているために、必然と仏教や神道とは対立する。

### カトリック
カトリックでは最終的に第2バチカン公会議においてこの文言は放棄され、現在は公式に包括主義の立場に立って他宗教との『対話』を行っている。ドイツの神学者カール・ラーナーらが提唱した「匿名のキリスト者」という概念は、他宗教の信者もその生き方において無意識の内にキリストを賛美しているのだという思想であり、第2バチカン公会議に決定的な影響を与え、現代のエキュメニズムの立場において広く受け入れられている。これらの動きについて、排他主義的な思想を持つ人々からの批判がある一方で、キリスト教の絶対性への信仰を放棄していないことから、宗教多元主義者からの批判も見られる。ならばキリスト者は「匿名の仏教徒」なのかといった反論が排他主義、多元主義両方の立場からなされている。

## イスラーム
イスラームでは、啓典の民という呼称などに見られるように早くから一定程度包括主義的な姿勢を他宗教に対して見せており、そのため前近代において他宗教の信者は差別と抑圧の元ではあるものの、共存を許されていた。また宗教多元主義に近いレベルで他宗教への寛容性を説いた思想家、スーフィー達も少なくなかった。

## その他の宗教
前近代の仏教、ヒンドゥー教などにおいても排他主義のみならず、包括主義も広く見られた。

## 包括主義の各国比較
各国の価値観を比較した調査では、日本や無神論が強いとされる中国は他宗教に対して排他的な姿勢が見られる。プロテスタント国家とされるアメリカ、カトリックが多いとされるブラジル、ムスリムが多いとされるパキスタンは相対的に他宗教に寛容であり、包括主義的である。
アメリカ人の79.8%、ブラジル人の79.1%は他宗教の信者も道徳的と回答しており、アメリカやブラジルでは宗教的包括主義または宗教的多元主義が過半数を占める。またアメリ人の3.4%、ブラジル人の3.4%が他宗教の信者と隣人になりたくないと回答しており、他宗教との共存に前向きである。一方で日本人は12.6%が他宗教の信者も道徳的と回答、32.6%が他宗教の信者と隣人になりたくないと回答しており、日本では他宗教より優れた道徳を持つと考える宗教的排他主義、他宗教に対する拒否感が根強い。
|                | 他宗教の信者を信頼する(%) | 他宗教の信者も道徳的(%) | 他宗教の信者と隣人になりたくない(%) | 移民・外国人労働者と隣人になりたくない(%) |
| -------------- | ------------------------- | ----------------------- | ----------------------------------- | ----------------------------------------- |
| アメリカ合衆国 | 69.0%                     | 79.8%                   | 3.4%                                | 13.8%                                     |
| ブラジル       | 57.5%                     | 79.1%                   | 3.4%                                | 2.6%                                      |
| パキスタン     | 26.7%                     | 48.8%                   | 23.8%                               | 20.9%                                     |
| インド         | 50.0%                     | 60.7%                   | 28.4%                               | 47.1%                                     |
| 中国           | 9.1%                      | 13.5%                   | 9.2%                                | 12.2%                                     |
| 日本           | 10.1%                     | 12.6%                   | 32.6%                               | 36.3%                                     |

## 指摘
他宗教を良きものとして判断するにあたっての判断基準があくまでも自宗教の価値観にとどまっているものとなりがちであるということが、包括主義の限界としてしばしば指摘される。一例としては、キリスト教的な価値観で判断すれば、一夫多妻や一妻多夫を不道徳であると一方的に決め付けてしまうなどということがある（ただしこれらには非宗教的視点から見た女性差別・男性差別という問題も含まれている）。